# Raffaele Sabato
Raffaele Sabato (Castellammare di Stabia, 1º ottobre 1960) è un magistrato italiano, giudice della Corte europea dei diritti dell'uomo dal 5 maggio 2019.

## Biografia
Laureato in giurisprudenza presso l'Università degli Studi di Napoli e in scienze politiche presso l’Università degli Studi di Macerata, nella sessione del 1985 è stato ammesso all'Ordine degli avvocati. Nel 1987, dopo un periodo di studi post-laurea all'estero, ha conseguito presso la University of Texas at Austin School of Law un Master of Comparative Jurisprudence. È magistrato dal 1991; nel 2012 è stato assegnato alla Corte di cassazione quale consigliere.
È stato componente del comitato scientifico del Consiglio superiore della magistratura italiano (1998-2001) ed esperto delle Nazioni Unite, dell’Unione Europea e del Consiglio d'Europa (dal 2000), partecipando a numerose missioni e iniziative nell'ambito di programmi volti a promuovere – in particolare nei paesi dell’Europa dell’est – riforme della giustizia, la formazione dei magistrati e in generale la tutela dei diritti umani. Dal 2012 al 2015 è stato componente del comitato direttivo della Scuola superiore della magistratura italiana, responsabile del settore internazionale.
È stato professore a contratto presso Scuole di specializzazione delle professioni legali di università italiane in diritto civile, diritto dell’Unione Europea e ordinamento giudiziario.
Dal 2000 al 2018 è stato membro del Consiglio consultivo dei giudici europei (CCJE) del Consiglio d’Europa e del suo gruppo di lavoro; ne è stato eletto prima vice-presidente (2004-2005) e poi presidente (2006-2007).
Nella seduta del 22 gennaio 2019 l'Assemblea parlamentare del Consiglio d'Europa lo ha designato quale sesto giudice italiano della Corte europea dei diritti dell'uomo, succedendo al giudice Guido Raimondi.